# Mussolet nan
El mussolet nan (Glaucidium minutissimum) és una espècie d'ocell de la família dels estrígids (Strigidae). Habita la selva humida del sud-est del Brasil i adjacent Paraguai. El seu estat de conservació es considera de risc mínim.